# ОШ „Мирослав Антић” Ниш
Основна школа „Мирослав Антић” је једна од највећих основних школа у Нишу. Основана је 1983. године и налази се у насељу Дурлан.

## Историја
Школа је основана 29. јуна 1983. године, под називом Основна школа „Родољуб Чолаковић”, одлуком СО Ниш. Почела је са радом септембра 1983. године. Тада је један број одељења пребачен из Основне школе „Чегар”. Првих неколико година у овој школи наставу су похађали и средњошколци који су ишли на усмерено образовање. Школа је прославила тридесет година постојања свечаном академијом одржаном у Позоришту лутака 14. марта 2014. године.

## Назив школе
Школа је добила име у част Родољуба Чолаковића, комунистичког борца и послератног министра просвете у Влади ФНРЈ. Он је преминуо у марту 1983. године, а школа је почела са радом у септембру исте године. Решењем Министарства просвете и спорта Републике Србије од 4. јуна 2004. године дата је сагласност за промену назива школе. Назив Основна школа „Миролслав Антић” носи од 1. септембра 2004. године, по песнику Мирославу Мики Антићу.

## Локација
Школа се налази у улици Књажевачкој, број 156, у насељу Дурлан, на територији општине Пантелеј и Месне канцеларије „Моша Пијаде”. Обухвата насеља Дурлан, Доња Врежина и Чалије, чиме покрива велики део територије општине Пантелеј.

## Школа данас
Школа има 1101 ученика, 570 дечака и 531 девојчицу, који су распоређени у 44 одељења. Има 70 учитеља и наставника. Страни језици који се уче у школи су: енглески, немачки, руски и француски.
Располаже са 20 учионица за извођење наставе, дигиталном учионицом, кабинетом за ликовно и 2 учионице за целодневну наставу. Поред учионица школа има и библиотеку, медијатеку, архиву, наставничку канцеларију, канцеларију директора, канцеларију стручних сарадника, канцеларије секретара и административног особља, трпезарију и кухињу, просторију за помоћно особље, зубну ординацију и радионицу. Школа има централно грејање из сопствене котларнице која користи лож уље. 
Дан школе се прославља 14. марта, на дан рођења Мирослава Антића. Од октобра 2005. године школа има овлашћеног школског полицајца. Школа је укључена у Уницефов пројекат „Школа без насиља”, од септембра 2011. године.

## Архитектура
Зграда школе саграђена је средствима самодоприноса. Површина школског дворишта и школе је 32788м2, док је сама зграда школе површине 1488м2 у основи. Спортски терени заузимају површину од 1590м2 и то, терени за кошарку, рукомет  и терен за фудбал са вештачком травом изграђен 2013. године. Паркинг је површине 570м2. Котларница је површине 213м2 и засебан је објекат у школском дворишту. На делу школског дворишта налазе се спортски терени тениског парка „ЗМ”. Остале површине дворишта су под зеленилом.
Спортска хала површине 2650м2 у којој се изводи настава физичког васпитања од септембра 2006. године је у саставу школе. Спортски центар Чаир користи салу по уговору о заједничком коришћењу.

## Издвојено одељење
Издвојено одељење школе у коме се одвија настава до четвртог разреда, налази се у школи у Доњој Врежини, у улици Просветној бб. Школа је почела са радом између два светска рата. Површина школског дворишта и школе је 2338м2. Површина школске зграде је 227м2 и на том простору се налазе две учионице, наставничка канцеларија и магацински простор. Котларница на дрво и угаљ се налази у сутерену школе.